# Acheta rufopictus
Acheta rufopictus är en insektsart som beskrevs av Boris Petrovich Uvarov 1957. Acheta rufopictus ingår i släktet Acheta och familjen syrsor. Inga underarter finns listade i Catalogue of Life.